# Saudi Hawks
«Саудовские соколы» (араб. الصقور السعودية‎, англ. Saudi Hawks) — пилотажная группа Королевских Военно-воздушных сил Саудовской Аравии. Летает на шести истребителях Hawker Siddeley Hawk. Эскадрилья базируется на авиабазе Короля Фейсала в Табуке, северо-западная часть Саудовской Аравии.

## История
Пилотажная группа «Саудовские соколы» была сформирована 6 июня 1998 года. Непосредственным инициатором создания эскадрильи был начальник штаба Королевских саудовских Военно-Воздушных сил генерал Абдулазизом Хенэйди. Группа получила шесть лёгких штурмовиков Hawker Siddeley Hawk британского производства. Вскоре эскадрилья стала официальной демонстрационной группой Королевских саудовских Воздушных сил. Самолеты эскадрильи окрашены в зеленые и белые цвета
«Саудовские соколы» дебютировали в январе 1999 года в Эр-Рияде на праздновании дня независимости Саудовской Аравии. В 2000 году группа впервые выполнила показательные полеты за границей, выступив в Бахрейне. В июне 2002 года группа совершила тур по Саудовской Аравии, в течение четырёх месяцев выступив на гражданских и военных шоу.
В 2010 году пилотажная группа «Саудовские соколы» выступила на самом большом авиасалоне Персидского залива в Дубае.